# Keszm (miasto)
Keszm (per. قشم) – miasto w południowym Iranie, w ostanie Hormozgan, na wyspie Keszm. W 2006 roku miasto liczyło 24 467 mieszkańców.